# Матеуш Длуґоленцький
Матеуш Длуґоленцький (пол. Mateusz Długołęcki, нар. 12 липня 1993, Пшасниш, Польща) — польський футболіст, захисник футбольної команди «П'яст» із міста Гливиці.
Свою футбольну освіту розпочав у місцевій команді «МКС Пшасниш», де перебував з 2003 по 2006 роки. У 2006-му отримав пропозицію долучитися до академії варшавської «Легії», де пробув до 2011 року. З 2011 по 2013 рік захищав кольори молодіжної команди «Легії». У 2013 році приєднався до ФК «Долькан» із міста Зомбки. 15 липня 2015 року уклав угоду з «П'ястом» та приєднався до основного складу.